# Rosario Saro Vella
Rosario Vella (Canicattì, 8 maggio 1952) è un vescovo cattolico italiano, dall'8 luglio 2019 vescovo di Moramanga.

## Biografia
Dopo aver trascorso l'infanzia a Canicattì si trasferisce prima a San Gregorio di Catania poi presso l'Istituto Teologico di Messina per compiere gli studi ecclesiastici.
Entra nella Società salesiana di San Giovanni Bosco professando i voti religiosi il 12 settembre 1968.
Viene ordinato sacerdote il 27 maggio 1979. Successivamente consegue la laurea in filosofia all'Università degli Studi di Palermo.
Nel 1981 parte missionario per il Madagascar dove ricopre dal 1982 al 1995 l'incarico di parroco ad Ankililoaka, dal 1989 al 1990 di maestro dei novizi, dal 1995 al 2004 parroco della parrocchia e del distretto di Betafo e dal 2004, fino al dicembre 2007, direttore e parroco della comunità salesiana di Bemaneviky.
Il 7 novembre 2007 papa Benedetto XVI lo nomina vescovo di Ambanja.
Riceve la consacrazione episcopale il 16 dicembre 2007, nella spianata retrostante la cattedrale di Ambanja, dall'arcivescovo di Antananarivo Odon Marie Arsène Razanakolona, co-consacranti l'arcivescovo Augustine Kasujja, nunzio apostolico in Magadascar, e l'arcivescovo Calogero La Piana, S.D.B., metropolita di Messina-Lipari-Santa Lucia del Mela.
Insegna patristica nel seminario maggiore interdiocesano di Antsiranana ed è pure membro del collegio dei consultori della diocesi di Ambanja.
L'8 luglio 2019 papa Francesco lo nomina vescovo di Moramanga.
È il primo vescovo salesiano del Madagascar.

## Genealogia episcopale
La genealogia episcopale è:
- Cardinale Scipione Rebiba
- Cardinale Giulio Antonio Santori
- Cardinale Girolamo Bernerio, O.P.
- Arcivescovo Galeazzo Sanvitale
- Cardinale Ludovico Ludovisi
- Cardinale Luigi Caetani
- Cardinale Ulderico Carpegna
- Cardinale Paluzzo Paluzzi Altieri degli Albertoni
- Papa Benedetto XIII
- Papa Benedetto XIV
- Papa Clemente XIII
- Cardinale Giovanni Carlo Boschi
- Cardinale Bartolomeo Pacca
- Papa Gregorio XVI
- Cardinale Castruccio Castracane degli Antelminelli
- Cardinale Paul Cullen
- Arcivescovo Joseph Dixon
- Arcivescovo Daniel McGettigan
- Cardinale Michael Logue
- Cardinale Patrick Joseph O'Donnell
- Vescovo John Gerald Neville, C.S.Sp.
- Vescovo Auguste Julien Pierre Fortineau, C.S.Sp.
- Arcivescovo Xavier Ferdinand Thoyer, S.I.
- Arcivescovo Gilbert Ramanantoanina, S.I.
- Cardinale Victor Razafimahatratra, S.I.
- Arcivescovo Philibert Randriambololona, S.I.
- Arcivescovo Odon Marie Arsène Razanakolona
- Vescovo Rosario Saro Vella, S.D.B.